# Ґожупя (Великопольське воєводство)
Ґожупя (пол. Gorzupia, нім. Franzensfeld) — село в Польщі, у гміні Кротошин Кротошинського повіту Великопольського воєводства.
Населення — 707 осіб (2011).
У 1975-1998 роках село належало до Каліського воєводства.

## Демографія
Демографічна структура станом на 31 березня 2011 року:
|          | Загалом | Допрацездатний вік | Працездатний вік | Постпрацездатний вік |
| -------- | ------- | ------------------ | ---------------- | -------------------- |
| Чоловіки | 361     | 93                 | 244              | 24                   |
| Жінки    | 346     | 57                 | 225              | 64                   |
| Разом    | 707     | 150                | 469              | 88                   |